# Dorothy Draper
Dorothy Draper, née le 22 novembre 1889  à Tuxedo Park (New York) et morte le 11 mars 1969 à New York, est une décoratrice d'intérieur américaine. Stylistiquement anti-minimaliste, elle inspira une génération de décorateurs avec son livre Decorating is Fun ! (1939) ; sous-titré en « How to be your own decorator ? ».

## Biographie
Dorothy Draper née Tuckerman dans une famille aristocratique de Tuxedo Park épouse en 1912 George Draper qui est le médecin personnel de Franklin D. Roosevelt. Elle est en outre la cousine de Sister Parish, une décoratrice de renom.
Elle indique elle-même n'avoir d'autre formation que d'avoir grandi au milieu de belles choses. Elle commence à décorer sa propre résidence puis réalisant qu'elle a un certain talent, elle crée sa propre société : the Architectural Clearing House, en 1925.
Elle réalise des projets de décoration spectaculaires  pour le Carlyle Hotel à New York, le restaurant du Metropolitan Museum of Art, les hôtels Fairmont et Mark Hopkins à San Francisco , le restaurant du Drake à Chicago, du Mayflower à Washington DC, ainsi que du Greenbrier. Elle réalisera également des intérieurs d'avion pour Convair et TWA (sur le Convair 880) ainsi que d'automobiles pour Packard  et des emballages pour des produits cosmétiques de marque.
Son style exubérant est décrit comme Hollywood Regency, ou American baroque, elle s'éloigne des couleurs sombres de l'époque victorienne et choisit des couleurs vives et fraiches, des imprimés audacieux aux forts contrastes et des proportions inattendues ,,,.
En 2006, le musée de la ville de New York lui rend hommage avec une exposition qui lui est consacrée,,,.

## Publications
- (en) Decorating is fun! How to be your own decorator by Dorothy Draper.
- (en) Dorothy Draper, ed. (2004) [1941]: Entertaining is Fun! How to Be a Popular Hostess. Rizzoli.  (ISBN 0-8478-2619-8).
- (en) 365 shortcuts to home decorating by Dorothy Draper.

## Sources